# إل. إتش غريغوري
إل. إتش غريغوري (بالإنجليزية: L. H. Gregory)‏ هو كاتب حول الرياضة أمريكي، ولد في 18 مايو 1886، وتوفي في 15 أغسطس 1975.